# Zuzana Kovačič Hanzelová
Zuzana Kovačičová Hanzelová (iniciálovou zkratkou ZKH; * 2. července 1988 Bratislava) je slovenská novinářka (reportérka). Od října 2018 působí v deníku SME, kde od dubna 2019 vede politicko-společenskou diskusní relaci Rozhovory ZKH.

## Životopis
V letech 2007–2010 absolvovala bakalářské studium v oboru žurnalistika na Filozofické fakultě Univerzity Konstantina Filozofa v Nitře. Pod vedením Vlasty Hochelové se ve své bakalářské práci věnovala procesu elektronizace deníku SME.
Po vystudování působila ve zpravodajské televizi TA3 (2009–2011/2012), následně v letech 2011–2018 pracovala jako reportérka v rámci Odboru zpravodajství a publicistiky Rozhlasu a televize Slovenska. Zaměřovala se na slovenskou domácí politiku a témata týkající se romské menšiny na Slovensku. V roce 2017 byla nominována na ocenění Roma Spirit v kategorii Média za „vysoce profesionální žurnalistický přístup, podávání reálného obrazu na základě ověřených faktů při zpracovávání reportáží s romskou problematikou, speciálně za reportáže v Žilině a Moldavě nad Bodvou“.
Koncem května 2018 spolu s jedenácti dalšími kolegy odešla z RTVS v reakci na zintenzivňující se spor mezi zaměstnanci, kteří 10. dubna 2018 založili Zpravodajské odbory RTVS a novým vedením v čele s generálním ředitelem RTVS Jaroslavem Rezníkem. Podle Kovačič Hanzelové jádro sporu spočívalo v zásazích nového vedení do fungování a obsahu zpravodajství a publicistiky (např. odvysíláním zaujaté, nekritické reportáže o Matici slovenské jako „kompenzace“ za předcházející kritickou reportáž o jejím finančním hospodaření, zastavením vysílání publicistické relace Reportéri, zrušením pracovní cesty Kovačič Hanzelové do Prahy na české prezidentské volby aj.).
V říjnu 2018 začala působit jako videoreportérka v redakci deníku SME, kde se věnuje zejména politice a tématům chudoby. Od dubna 2019 tam vede politicko-společenskou diskusní relaci Rozhovory ZKH.
Dne 18. června 2021 získala společně se třemi kolegyněmi z deníku SME Novinářskou cenu za rok 2020 v kategorii Česko-slovenská cena veřejnosti.

## Osobní život
Dne 2. července 2017 se vdala za novináře Michala Kovačiče, který působí jako reportér a moderátor relace Na telo na TV Markíza. Svatební cestu strávili dobrovolnickou prací s dětmi v Nikaragui.